# Ghurband
El Ghurband o Ghorband és un riu de l'Afganistan que corre per la província de Parwan; és afluent del riu Panjshir. Dona el nom a un districte de la província. Neix prop del pas de Shibar i corre sempre a l'est. S'uneix al riu Panjshir pel seu costat dret a uns 10 km a l'est de Charikar. Creua en el seu curs els districtes de Sheikh Ali, Chinwari, Ghorband i Surkh Parsa. Té nombrosos afluents sent els principals els Turkman i el Salang.